# Бэтмен: Долгий Хэллоуин (мультфильм)
«Бэтмен: Долгий Хэллоуин» (англ. Batman: The Long Halloween) — анимационный фильм 2021 года, созданный на основе одноимённого графического романа. Первая часть вышла на цифровых носителях 22 июня 2021 года, премьера второй части состоялась 27 июля.
Фильм был посвящен Нае Ривере, утонувшей в 2020 году.

## Сюжет
История начинается с загадочного убийцы по кличке «Холидэй», убивающего людей лишь по праздникам. С помощью окружного прокурора Харви Дента и капитана Джеймса Гордона Бэтмен пытается разобраться, кем на самом деле является Холидэй, до тех пор, пока злодей не объявит свою новую жертву, провоцируя войну между двумя самыми влиятельными семьями Готэма — Марони и Фальконе. Один из врагов Бэтмена, Календарник, знает подлинную личность Холидэя, но отказывается поделиться информацией.

## Производство
Фильм был официально анонсирован 23 августа 2020 года во время презентации Супермен: Человек завтрашнего дня от DC FanDome. 31 марта 2021 года был объявлен голосовой состав фильма, а 8 апреля был выпущен трейлер, в котором также была указана дата выхода фильма. Продолжение под названием «Бэтмен: Долгий Хэллоуин. Часть 2» выйдет в цифровом формате 27 июля 2021 года, а на DVD и Blu-ray — 10 августа 2021 года.

## Роли озвучивали
| Персонаж                        | Голос                               |
| ------------------------------- | ----------------------------------- |
| Брюс Уэйн\Бэтмен                | Дженсен Эклз Зак Каллисон (детство) |
| Селина Кайл\Женщина-кошка       | Ная Ривера                          |
| Харви Дент\Двуликий             | Джошуа Дюамель                      |
| Джеймс Гордон                   | Билли Берк                          |
| Кармайн Фальконе                | Титус Уэлливер                      |
| Джокер                          | Трой Бейкер                         |
| Барбара Гордон                  | Эми Ландекер                        |
| Соломон Гранди                  | Фред Таташор                        |
| Джулиан Дэй\Календарник         | Дэвид Дастмалчян                    |
| Альфред Пенниуорт               | Аластер Дункан                      |
| Джильда Дент                    | Джули Натансон                      |
| Альберто Фальконе               | Джек Куэйд                          |
| София Фальконе                  | Лайла Берзинc                       |
| Сэл Марони                      | Джим Пирри                          |
| Памела Айсли\Ядовитый Плющ      | Кэти Сакхофф                        |
| Джонатан Крейн\ПугалоТомас Уэйн | Робин Аткин Даунс                   |
| Безумный Шляпник                | Джон Ди Маджо                       |

## Примечание
1. 1 2  Holmes, Adam. How Matt Reeves' The Batman Affected The Long Halloween's Release. CinemaBlend. Дата обращения: 20 июня 2021. Архивировано 30 июня 2021 года.
2. ↑  Batman: The Long Halloween, Part Two | Trailer | Warner Bros. Entertainment (англ.), Архивировано 19 мая 2021, Дата обращения: 19 мая 2021 Источник. Дата обращения: 27 июня 2021. Архивировано 19 мая 2021 года.
3. ↑  Couch, Aaron. 'Batman: The Long Halloween, Part One' Sets Voice Cast (Exclusive). The Hollywood Reporter (31 марта 2021). Дата обращения: 16 апреля 2021. Архивировано 16 апреля 2021 года.
4. ↑  Baumgartner, Drew. 'Batman: The Long Halloween, Part 1' Gets Release Date, Blu-ray Cover Art. Collider (8 апреля 2021). Дата обращения: 16 апреля 2021. Архивировано 9 апреля 2021 года.